# Antonín Navrátil
Antonín Navrátil (* 3. února 1958) je český herec.

## Život
Pochází z dělnické rodiny. V 6 letech se zúčastnil konkurzu do televizního pořadu Hledáme písničky pro děti, následně hrál v dětských muzikálech, recitoval a zpíval. V 10 letech pak ztvárnil jednu z hlavních rolí v seriálu Kamarádi (1969), ve stejném roce si poprvé vyzkoušel práci před filmovou kamerou, a sice ve filmu Hvězda (1969). Následně dostal příležitost v rolích dospívajících synů v několika snímcích počátku 70. let (v roce 1971 Tatínek na neděli, v roce 1971 Zlatá renta).
Studoval na gymnáziu a následně na DAMU. V roce 1979 ztvárnil roli hvězdáře Mirka Žaluda v seriálu Zkoušky z dospělosti.
Po absolvování DAMU nastoupil do Vinohradského divadla, kde hrál například ve hrách Obchodník s deštěm, Záviš z Falkenštejna nebo Pahorek, objevoval se rovněž v televizních pohádkách. V roce 1992 opustil Antonín Navrátil Vinohradské divadlo kvůli osobnímu sporu, načež načas zcela opustil svět médií, jezdil s kamiónem a pracoval jako umělecký kovář.
Před kameru se od poloviny 90. let vrací jen sporadicky, hrál například v komedii Byl jednou jeden polda (1995). Začal se věnovat také dabingu a posléze založil vlastní dabingové studio Dial a dnes[kdy?] působí i jako režisér (zrežíroval dabing například filmů Statečné srdce, Titanic či Blízká setkání třetího druhu). Pro některé filmy vytvořil také české titulky.
Je dvakrát rozvedený a má dvě dcery.

## Filmografie
- Tři strýčkové a Dominik (1968)
- Popelka (1969)
- Kamarádi (TV seriál) (1969)
- Hvězda (1969)
- Tatínek na neděli (1971)
- Zlatá svatba (1972)
- Kamarádi (TV seriál) (1973)
- Na startu je delfín (1974)
- Jáchyme, hoď ho do stroje! (1974)
- Racek (divadelní záznam) (1976)
- Nikdy toho nenechám (1977)
- Zkoušky z dospělosti (TV seriál) (1979)
- Sonáta pro zrzku (1980)
- Předeme, předeme zlatou nitku (1981)
- O vodě, lásce a štěstí (1981)
- Kopretiny pro zámeckou paní (1981)
- Konečná stanice (1981)
- Jak Jaromil ke štěstí přišel (1982)
- Velká kočičí pohádka (1983)
- Rozpaky kuchaře Svatopluka (TV seriál) (1984)
- Až já budu královna (1984)
- Vodník v pivovaře (1985)
- Synové a dcery Jakuba skláře (TV seriál) (1985)
- Slunečnice (1985)
- Sedmipírek (1985)
- Pták Žal (1985)
- Žádost o přeložení (1986)
- Švec z konce světa (1986)
- Pohádka z Kampy (1986)
- Panoptikum Města pražského (TV seriál) (1986)
- Bylo nás šest (TV seriál) (1986)
- Případ kapitána Bábovky (TV seriál) (1987)
- Jak se princ učil řemeslu (1987)
- Strom pohádek: Divoké labutě (1988)
- Rodáci (TV seriál) (1988)
- Dobrodružství kriminalistiky (TV seriál) (1989)
- Princezna Hyacinta a tříhlavý drak (1990)
- Byl jednou jeden polda (1995)
- Draculův švagr (TV seriál) (1996)
- Explicitní důkaz (video film) (2001)
- Pojišťovna štěstí (TV seriál) (2004)
- Četnické humoresky (TV seriál) (2007)
- Cukrárna (TV seriál) (2010)

## Dabing
- Asterix: Sídliště bohů (2015)
- SpongeBob ve filmu: Houba na suchu (TV film) (2015)
- Tučňáci z Madagaskaru (TV seriál) (2010)
- Spongebob v kalhotách (TV seriál) (2009)
- Scooby-Doo (různé seriály a filmy)
- Transformers Prime (TV seriál) (2012)
- Patrikova hvězdná show (TV seriál) (2021)